# Hanshu-Kultur
| Prähistorische Kulturen Chinas           | Prähistorische Kulturen Chinas       |
| Paläolithikum                            | Paläolithikum                        |
| ---------------------------------------- | ------------------------------------ |
| Xihoudu-Kultur                           | 1270000 BP                           |
| Ordos-Kultur                             | 50000–35000 BP                       |
| Xiachuan-Kultur                          | 24000–16000 BP                       |
| Xiaonanhai-Kultur                        | 22650–21650 BP                       |
| Tongliang-Kultur                         | 24450 ± 850 BP                       |
| Maomaodong-Kultur                        | 14600±1200 BP                        |
| Fulin-Kultur                             |                                      |
| Kehe-Kultur                              |                                      |
| Dingsishan-Kultur                        |                                      |
| Gezidong-Kultur                          |                                      |
| Miahoushan-Kultur                        |                                      |
| Donggutuo-Kultur                         |                                      |
| Xiaochangliang-Kultur                    |                                      |
| Shilongtou-Kultur                        |                                      |
| Shuicheng-Kultur                         |                                      |
| Shuidonggou-Kultur                       |                                      |
| Yanbulaq-Kultur                          |                                      |
| Mittelsteinzeit                          |                                      |
| Jungsteinzeit                            |                                      |
| Shangshan-Kultur                         | 11000–9000 cal BP                    |
| Zaoshi-Kultur der unteren Schicht        | 7500–7000 v. Chr.                    |
| Pengtoushan-Kultur                       | 7500–6100 v. Chr.                    |
| Gaomiao-Kultur                           | 7400–7100 v. Chr.                    |
| Zhaobaogou-Kultur                        | 7000–6400 v. Chr.                    |
| Hemudu-Kultur                            | 7000–4500 v. Chr./ 5000–3300 v. Chr. |
| Houli-Kultur                             | 6250–5850 v. Chr.                    |
| Xinglongwa-Kultur                        | 6200–5400 v. Chr.                    |
| Laoguantai-Kultur auch Dadiwan-I-Kultur  | 6000–5000 v. Chr./ 6000–3000 v. Chr. |
| Dadiwan-Kultur                           | 5800–3000 v. Chr.                    |
| Chengbeixi-Kultur                        | 5800–4700 v. Chr.                    |
| Peiligang-Kultur                         | 5600–4900 v. Chr.                    |
| Xinle-Kultur                             | 5500–4800 v. Chr.                    |
| Cishan-Kultur                            | 5400–5100 v. Chr.                    |
| Beixin-Kultur                            | 5400–4400 v. Chr.                    |
| Qingliangang-Kultur                      | 5400–4400 v. Chr.                    |
| Tangjiagang-Kultur                       | 5050–4450 v. Chr.                    |
| Baiyangcun-Kultur                        | 5000–3700 v. Chr.                    |
| Yangshao-Kultur auch Miaodigou-I-Kultur  | 5000–2000 v. Chr.                    |
| Yingpanshan-Kultur                       | 5000-… v. Chr.                       |
| Caiyuan-Kultur                           | 4800–3900 v. Chr.                    |
| Majiabang-Kultur                         | 4750–3700 v. Chr.                    |
| Hongshan-Kultur                          | 4700–2900 v. Chr.                    |
| Daxi-Kultur                              | 4400–3300 v. Chr.                    |
| Dawenkou-Kultur                          | 4100–2600 v. Chr.                    |
| Beiyinyangying-Kultur                    | 4000–3000 v. Chr.                    |
| Songze-Kultur                            | 3900–3200 v. Chr.                    |
| Miaozigou-Kultur                         | 3500–3000 v. Chr.                    |
| Liangzhu-Kultur                          | 3400–2000 v. Chr.                    |
| Longshan-Kultur auch Miaodigou-II-Kultur | 3200–1850 v. Chr.                    |
| Shanbei-Kultur                           | 3050–2550 v. Chr.                    |
| Majiayao-Kultur                          | 3000–2000 v. Chr.                    |
| Xiaoheyan-Kultur                         | 3000–2000 v. Chr.                    |
| Tanshishan-Kultur                        | 3000–2000 v. Chr.                    |
| Shixia-Kultur                            | 2900–2700 v. Chr.                    |
| Qujialing-Kultur                         | 2750–2650 v. Chr.                    |
| Shijiahe-Kultur                          | 2600–2000 v. Chr.                    |
| Banshan-Machang-Kultur                   | 2500–2000 v. Chr.                    |
| Baodun-Kultur                            | 2500–1700 v. Chr.                    |
| Keshengzhuang-II-Kultur                  | 2300–2000 v. Chr.                    |
| Zhukaigou-Kultur                         | …–1500 v. Chr.                       |
| Qijia-Kultur                             | 2000-… v. Chr.                       |
| Qugong-Kultur                            | v. Chr.                              |
| Shangzhai-Kultur                         | v. Chr.                              |
| Xinkailiu-Kultur                         | v. Chr.                              |
| Youziling-Kultur                         | v. Chr.                              |
| Kuahuqiao-Kultur                         | v. Chr.                              |
| Kupfersteinzeit                          |                                      |
| Bronzezeit                               |                                      |
| Erlitou-Kultur                           | 2000–1500 v. Chr.                    |
| Yueshi-Kultur                            | 1900–1600v. Chr.                     |
| Erligang-Kultur                          | 1600–1400 v. Chr.                    |
| Siwa-Kultur                              | 1400–1100 v. Chr.                    |
| Nuomuhong-Kultur                         | 1350–950 v. Chr.                     |
| Shajing-Kultur                           | 1300–789 v. Chr.                     |
| Xindian-Kultur                           | 1000-… v. Chr.                       |
| Kayue-Kultur                             | 900–600 v. Chr.                      |
| Tangwang-Kultur                          | v. Chr.                              |
| Ba-Shu-Kultur                            | v. Chr.                              |
| Hanshu-Kultur                            | v. Chr.                              |
| Hushu-Kultur                             | v. Chr.                              |
| Xituanshan-Kultur                        | v. Chr.                              |
| Eisenzeit                                |                                      |

Die Hanshu-Kultur (chinesisch 汉书文化, Pinyin Hànshū wénhuà) ist ein Oberbegriff für die bronzezeitliche Frühe Hanshu-Kultur (Hanshu I, 汉书一期文化 Hànshū yīqī wénhuà) und die Späte Hanshu-Kultur (Hanshu II, 汉书二期文化 Hànshū èrqī wénhuà) in der Songnen-Ebene, China.
Die namensgebende Hanshu-Stätte (chinesisch 汉书遗址, Pinyin Hànshū yízhǐ, englisch Hanshu site) wurde im Dorf Hanshu der Großgemeinde Yueliangpao von Da’an in der nordostchinesischen Provinz Jilin entdeckt. Sie liegt auf einem Hügel am rechten Ufer des Sees Yueliangpao.
Die Hanshu-Stätte in Da’an steht seit 2001 auf der Liste der Denkmäler der Volksrepublik China (5-26).